# ウナルガ島
ウナルガ島(ウナルガとう　英:Unalga Island (アレウト語: Unalĝa)
とは、アメリカ合衆国アラスカ州アリューシャン列島フォックス諸島を構成する一つ島である。

## 地理
ウナラスカ島の北東、アクタン島とはアクタン水道を挟んで北東に位置する無人島である。
アリューシャンズイースト郡 (アラスカ州)最西端の島でもある。面積は28.5㎢、長さ6.7km、幅8.2km。